# Curculionichthys paresi
Curculionichthys paresi é uma espécie de bagre da família dos cascudos. É uma espécie de água doce nativa da América do Sul, onde ocorre em pequenos afluentes do rio Sepotuba, no Brasil. Atinge 2,6 cm de comprimento.